# Миронов Михайло Павлович
Миха́йло Па́влович Миро́нов (28 липня 1974, с. Зарічне, Вовчанський район, Харківська область, Українська РСР — 10 березня 2017, с-ще Новолуганське, Бахмутський район, Донецька область, Україна) — український військовослужбовець, солдат Збройних Сил України, учасник російсько-української війни.

## Біографія
Народився 1974 року на Харківщині, в селі Зарічне (на той час — Петрівське) Вовчанського району.
Був талановитим кухарем, любив співати, завжди всім допомагав. 10 років доглядав за хворою лежачою матір'ю, поки вона не померла. На початку війни мав проросійські погляди, але коли йому наприкінці 2014 року прийшла повістка, пішов служити. На фронті зрозумів, з ким і за що воюють українські захисники. Згодом підписав контракт.
Солдат, номер розрахунку розвідувального відділення розвідувального взводу розвідувально-диверсійної роти 46-го окремого батальйону спеціального призначення «Донбас-Україна» 54-ї окремої механізованої бригади, в/ч А3220, м. Лозова.
10 березня 2018 року близько 20:00 дістав смертельне уламкове поранення під час масованого ворожого артилерійського обстрілу передових позицій на «Світлодарській дузі», поблизу селища Новолуганське. Помер о 21-ій годині під час медичної евакуації до шпиталю у місто Бахмут.
Похований 14 березня на кладовищі села Зарічне.

## Нагороди
Указом Президента України № 42/2018 від 26 лютого 2018 року, «за особисту мужність і самовіддані дії, виявлені у захисті державного суверенітету та територіальної цілісності України, зразкового виконання військового обов'язку», нагороджений орденом «За мужність» III ступеня (посмертно)..

## Вшанування
23 серпня 2019 року Старосалтівська громада вшанувала пам’ять воїнів загиблих в зоні  АТО  встановленням  меморіальної дошки Носику Олексію Олександровичу та Миронову Михайлу Павловичу.